# Хуршид Даврон
См. также Хуршид (имя)
Хуршид Даврон (узб. Xurshid Davron; род. 20 января 1952, Самарканд) — узбекский поэт, драматург, писатель, историк, переводчик.
Народный поэт Узбекистана (1999). Обладатель Международной премии «Золотое перо», Международной премии имени Махмуда Кашгари, премии имени Мушфика (5.06.2013).

## Биография
Хуршид Даврон родился 20 января 1952 года в городе Самарканде (Узбекистан).
С материнской стороны потомок Махдума Агзама (Махдуми Аъзам, Имам ал-Косони, Имам Дахбеди) — выдающегося деятеля и наставника суфийского ордена «Накшбанди», духовного наставника Бабура и Убайди (Убайдулла-хан).
Окончил факультет журналистики Ташкентского государственного университета (Национальный университет Узбекистана) (1977). В 1971—1973 гг. служил в рядах Советской Армии в ГДР.
В 1974—1992 гг. работал в разных издательствах. Член Союза писателей Узбекистана с 1979 года.
Специалист по истории суфизма, Самарканда, Туркестана, великого Тимура и тимуридов. Его стихи и книги изданы в Азербайджане, Польше, Болгарии, России, Турции, Франции, Испании, США, Англии, Японии, Мексике, Таджикистане, Корее и в других странах мира. Участник Международных поэтических фестивалей в Польше, Болгарии, России, Греции, Турции, Грузии и Корее, а также конгресса писателей Азии (Вашингтон, США, 1996) и Первого Международного конгресса тюркоязычных поэтов (Турция, Бурса-Конья, май 1992 г.).
В его переводах на узбекский язык вышли книги стихов Николая Заболоцкого, Мариса Чаклайса, антология японской поэзии «Листья моря» (1989), антология любовной лирики «Сорок влюбленных» (1989). Перевёл на узбекский язык драму «Джелал ад-Дин Хорезмшах» великого турецкого поэта и писателя Намыка Кемаля.
Автор документально-художественного сериала «Темурнома» («Тимуриада») о великом государственном деятеле и полководце Тамерлане (1996).
Автор либретто музыкального спектакля «Великий Шелковый путь» (режиссёр Бахадыр Юлдашев), поставленного на сцене парижского театра «Одеон» (1997).
Автор исторических пьес «Звезда Алгул» о жизни известного астронома и астролога Султана Мухаммеда ибн Шахрух ибн Тимур Улугбек Гурагана, «Шах Бабур» о жизни Захир-ад-дина Мухаммеда Бабура.
Член Национального парламента (2000—2004).

## Книги
1. «Qadrdon quyosh» — поэтический сборник на узб. яз. 1979
2. «Shahardagi olma dara[nb» — поэтический сборник на узб. яз. 1979
3. «Tungi bog’lar» — поэтический сборник на узб. яз. 1981
4. Древний напев молодого дождя. Стихи. — Москва: Молодая гвардия, 1982
5. «Uchib boraman qushlar bilan» — поэтический сборник на узб. яз. 1983
6. «To’marisning ko’zlari» — поэтический сборник на узб. яз. 1984
7. «Bolalikning ovozi» — поэтический сборник на узб. яз. 1986
8. "Qaqnus" — поэтический сборник на узб. яз. 1987
9. Полет одинокой птицы — поэтический сборник на рус. яз. 1988
10. «Samarqand xayoli» — книга ист. прозы, 1991
11. «Sohibqiron nabirasi» — книга ист. прозы, 1995
12. «Shahidlar shohi» — Повесть о духовном наставнике суфийского ордена «Кубравия»
13. «Bahordan bir kun oldin» — поэтический сборник, 1997
14. «Bibixonim qissasi» — книга ист. прозы, 2007
15. «Shayx Kubro tushlari» — Повесть о духовном наставнике суфийского ордена «Кубравия» (второе изд), 2008

## Переводы
1. Николай Заболоцкий. Турналар (Журавли). Шеърлар. Тошкент, 1985
2. Марис Чаклайс. Отўйин (Карусель). Тошкент, 1986
3. Денгиз япроқлари (Dengiz yaproqlari) (Листья моря). Япон шеърияти антологияси. Тошкент, 1988
4. Қирқ ошиқ дафтари (Qirq oshiq daftari) (Сорок влюбленных). Тошкент, 1989
5. Сельма Лагерлеф. Нильснинг ёввойи ғозлар билан ғаройиб саёҳати, 1986